# Walter Kaner
Walter Kaner (New York, 5 maggio 1920 – Port Washington, 27 giugno 2005) è stato un giornalista e filantropo statunitense.
Nato e cresciuto a New York, uno dei tre figli di Philip e Ida Kaner.

## Prime esperienze in guerra
Le sue prime attività cominciano durante la seconda guerra mondiale dove ricoprì vari ruoli nell'esercito tra cui responsabile del controspionaggio radio dell'esercito americano durante il conflitto col Giappone.
Durante la guerra nel pacifico la propaganda giapponese aveva arruolato molte giornaliste donne, soprannominate Tokyo Rose (per lo più nate negli Stati Uniti d'America ma passate poi "al nemico"), che trasmettevano in lingua inglese sulle radiofrequenze dell'esercito statunitense; le notizie erano atte fondamentalmente a disturbare e demoralizzare i combattenti fornendo loro notizie di sconfitte (spesso inesistenti), minacce e avvertimenti, informandoli che la loro posizione era stata intercettata e che presto sarebbero stati abbattuti dalla contraerea e dal fuoco giapponese (La più famosa tra loro Iva Toguri D'Aquino, soprannome Orphan Ann, fu successivamente arrestata e processata per crimini di guerra.).
In questo curioso e poco conosciuto aspetto di "psico-guerra" Walter Kaner fu determinante soprattutto per tranquillizzare le truppe tanto che fu definito dalla giornalista Elsa Maxwell come la voce di casa per migliaia di giovani soldati americani in guerra.
Forse proprio grazie a queste giovanili esperienze verso le traditrici della patria e manipolatrici dell'informazione, maturò le sue attitudini di critica che poi lo avrebbero portato a schierarsi pubblicamente contro il femminismo statunitense.

## Carriera di giornalista
Finita l'esperienza nell'esercito Kaner diventa giornalista per il quotidiano Long Island Press, per il New York Daily News, per il Queen Gazette ed altri giornali, per i quali lavorerà per oltre cinquant'anni.
Si sposò con Billie Elliot Kaner, che morì nel settembre 2004.

## La Children's Foundation
Nel 1950 Kaner fonda la Walter Kaner Children's Founddation (fondazione benefica) per aiutare i bambini economicamente, fisicamente o culturalmente svantaggiati. La sua fondazione ha aiutato le vite di oltre 250.000 bambini.

## La critica al femminismo
Walter Kaner riteneva l'ideologia femminista un tentativo ottuso di riscrivere l'intera storia della società in chiave monotematica femminile e vittimistica. All'origine di questa ideologia a suo avviso gli umani peccati di superbia (ritenersi superiori) e la ovvia conseguente ira (frustrazione) del non riuscirci.
Secondo Kaner il femminismo ha tentato di imporre una visione distorta, mistificando il presente e cercando di rinarrare il passato. Nel documento "la storia del femminismo"  Kaner illustra in modo semplice attraverso dialoghi, racconti e riflessioni culturali, le strategie sociali, emotive e psichiche sulle quali il femminismo ha poggiato le sue tesi .

## Il Memoriale
Kaner morì a Port Washington il 27 giugno 2005 all'età di 85 anni.
Nel maggio 2006 con una cerimonia ufficiale gli è stata dedicata una strada di New York (quartiere Queens), la "Walter Kaner Street" tra la Jamaica Avenue e lo Springfield Boulevard.